# Mämmedaly Garadanow
Mämmedaly Garadanow (sinh ngày 17 tháng 3 năm 1982) là một cầu thủ bóng đá Turkmenistan (tiền đạo) hiện tại thi đấu cho FC Ahal. Garadanow cũng là thành viên của Đội tuyển bóng đá quốc gia Turkmenistan. Anh ghi hai bàn trong trận đấu với Campuchia tại Vòng loại giải vô địch bóng đá thế giới 2010 (AFC). Năm 2013 cùng với FC Balkan anh đoạt chức vô địch Cúp Chủ tịch AFC 2013 tại Malaysia.

## Sự nghiệp câu lạc bộ
Năm 2014, anh chuyển đến FC Şagadam, và có được huy chương đồng tại Turkmenistan và vua phá lưới của Giải bóng đá vô địch quốc gia Turkmenistan 2014 (28 bàn).
Năm 2015, anh chuyển đến FC Ahal.

## Thành tích
- Cúp Chủ tịch AFC: 2013

## Thống kê sự nghiệp quốc tế

### Bàn thắng cho Đội tuyển quốc gia
| # | Ngày                 | Địa điểm               | Đối thủ           | Tỉ số | Kết quả | Giải đấu                                     |
| - | -------------------- | ---------------------- | ----------------- | ----- | ------- | -------------------------------------------- |
|   | 11 tháng 10 năm 2007 | Phnôm Pênh, Campuchia  | Campuchia         | 1–0   | Thắng   | Vòng loại giải vô địch bóng đá thế giới 2010 |
|   | 28 tháng 10 năm 2007 | Ashgabat, Turkmenistan | Campuchia         | 4–1   | Thắng   | Vòng loại giải vô địch bóng đá thế giới 2010 |
|   | 17 tháng 2 năm 2010  | Colombo, Sri Lanka     | CHDCND Triều Tiên | 1–1   | Hòa     | Cúp Challenge AFC 2010                       |
|   | 19 tháng 2 năm 2010  | Colombo, Sri Lanka     | Ấn Độ             | 1–0   | Thắng   | Cúp Challenge AFC 2010                       |